# Alexander von Humboldt (1906)
El Alexander von Humboldt es un buque alemán construido originariamente como buque faro en 1906 por el astillero alemán AG Weser de Bremen bajo el nombre Reserve Sonderburg. Operó a través del mar del Norte y del mar Báltico hasta que fue retirado en 1986. Posteriormente fue convertido en Bricbarca de tres mástiles por el astillero alemán Motorwerke Bremerhaven y vuelto a botar en 1988 como Alexander von Humboldt.

## Historial
Se planificó su construcción y fue ordenado en 1906 como buque faro de reserva -para substituir a otros buques faro durante sus periodos de reparación y mantenimiento-, el buque fue botado el 10 de septiembre de 1906 por AG Weser with con el número de construcción 155 como el primero de su clase. Su casco se basaba en el de un buque de vela, como era común en los barcos destinados a las labores de faro. No está claro si fue bautizado Reserve Fehmarnbelt (tras su primer espliegue ) o Reserve Sonderburg, ya que ambos nombres están docuemntados. Al aparecer en la campana del barco la palabra Reserve y ser su primer puerto base Sonderburg (hoy día Sønderborg, Dinamarca) , se considera más probable el segundo. Desde 1920 hasta 1945 el buque estuvo basado en Kiel-Holtenau y presto servicio en distintas localizaciones, principalmente, a lo largo de la costa del Báltico.
Fue instalado en 1945 de forma permanente en Kiel, debido al bombardeo y daños sufridos por el buque faro Kiel. En la primavera de 1957 fue abordado por un mercante sueco que provocó su hundimiento, fue reflotado y tras ser reparado y modernizado volvió al servicio dos años después en 1959.
Durante el verano de 1967 se construyó un faro fijo en su localización, por lo que volvió a su ocupación anterior como faro de reserva, desplegado en esta ocasión en el mar del Norte. Posteriormente, fue destinado de forma permanente para reemplazar al retirado Amrumbank, hasta que fue sustituido por un buque faro totalmente automatizado. Tras una nueva collision y modernización en Wilhelmshaven, fue remolcado hasta Bremerhaven donde fue renombrado Confidentia.

## Alexander von Humboldt
La nueva fundación Deutsche Stiftung Sail Training o DSST –Fundación de entrenamiento de vela alemana- compró el buque y lo transformó en un bergantín-goleta para tareas de buque escuela. El 30 de mayo de 1988 fue bautizado Alexander von Humboldt en memoria del explorardor alemán. Como referencia histórica a la Rickmers shipping company de Bremen, su casco fue pintado de verde. Las velas verdes, fueron instaladas como herramienta de márqueting como anuncio del patrocinador de la cervecera alemana Beck's.
"Alex", como era llamado el buque por su tripulación, sirvió como buque insignia de la DSST y navegó como tal 300 000 mni a lo largo de 20 años (el equivalente a 14 vueltas alrededor del globo terrestre por el ecuador). Su punto álgido cada año, era la participación en la regata tall ships' races y su crucero de invierno a las islas Canarias. Durante los meses de verano, navegaba por el Báltico.
Su navegación más larga, fue el viaje en conmemoración de la expedición de Alexander von Humboldt a Sudamérica y el Caribe. El 19 de enero de 2006, el Alex bordeó el Cabo de Hornos a vela, siguiendo la legendaria ruta para conmemorar su centenario. En octubre de 2011 fue puesto fuera de servicio por la DSST y fue reemplazado por el Nuevo buque Alexander von Humboldt II. Fue vendido y se fijó su Puerto de registro en Bahamas a comienzos de 2012.
En abril de 2012, entró en los astilleros de Sevilla para reparar y pintar el casco. Debido a que el astillero no reunía las condiciones adecuadas para culminar la reparación, fue trasladado hasta Bremerhaven donde el proulsor de proa y lá hélice de poa le fueron retirados de forma permanente y los mástiles, excepto el bauprés se le retiraron para poder pasar bajo los tres puentes hasta su nueva ubicación en Bremen y el casco fue pintado, tras ser botado de nuevo. En 2014, se convirtió en un pequeño hotel (42 literas en 16 camarotes) y restaurante. Desde el 19 de abril de 2015, estaba ubicada en el Europahafen de Bremen, con planes de trasladarla al Schlachte en 2016.